# Панина, Ольга Борисовна
Ольга Борисовна Панина (род. 1961) — советский и российский учёный-медик, акушер-гинеколог и перинатолог, педагог, доктор медицинских наук (2000), профессор (2009). Лауреат Премии Правительства Российской Федерации в области науки и техники (2011).

## Биография
Родилась 12 августа 1961 года в Куйбышеве.
С 1979 по 1984 год обучалась на 2-м Московском медицинском институте имени Н. И. Пирогова, с 1985 по 1989 год обучалась в аспирантуре при этом институте. С 1989 года на педагогической работе на Факультете фундаментальной медицины МГУ, преподаватель, доцент, с 2007 года профессор и с 2018 года — заведующий кафедрой акушёрства и гинекологии. С 2017 года по совместительству — заведующая отделом гинекологии и репродуктивной медицины Медицинского научно-образовательного центра МГУ.
В 1989 году Ольга Панина защитила диссертацию на соискание учёной степени кандидат медицинских наук по теме: «Ультразвуковая плацентометрия в диагностике нарушений состояния плода», в 2000 году — доктор медицинских наук по теме: «Развитие плодного яйца в первом триместре беременности: диагностика и прогнозирование перинатальной патологии». В 2009 году приказом ВАК ей было присвоено учёное звание профессор.
Основная научная деятельность О. Б. Паниной была связана с вопросами в области репродуктологии, перинатологии, профилактики преждевременных родов и гемолитической болезни плода, многоплодной беременности, экстракорпорального оплодотворения, проблемы вынашивания плода и лечения бесплодия. Основная библиография: учебник «Акушёрство» (2008), учебные пособия «Гемолитическая болезнь плода и новорождённого» и «Профилактика гемолитической болезни плода. Новая медицинская технология» (2011), «Акушёрство. Национальное руководство. Краткое издание» (2012), «Осложнения вспомогательных репродуктивных технологий» (2014), «Жизнеугрожающее состояние в акушёрстве и перинатологии» (2018). Являлась автором более 250 научных работ, в том числе шесть монографий, учебников и справочников для вузов в области акушерства и гинекологии, ей было написано 126 статей в научных журналах, ей написано семь научно-исследовательских работ и создано шесть патентов на изобретения, под её руководством выполнено более десяти кандидатских диссертаций. С 2009 года являлась членом диссертационного совета РНИМУ имени Н. И. Пирогова.
6 февраля 2012 года Постановлением Правительства России «за разработку и внедрение высокотехнологичных методов исследования состояния матери и плода для обеспечения здоровья будущего поколения» Ольга Панина была удостоена Премии Правительства Российской Федерации в области науки и техники.

## Награды
- Премия Правительства Российской Федерации в области науки и техники (2011)[6]
- Премия имени Л. С. Персианинова РАМН (2008 — за цикл работ «Снижение перинатальной заболеваемости и смертности при осложненном течении беременности и родов»)[4]